# Puccinia malalhuensis
Puccinia malalhuensis ist eine Ständerpilzart aus der Ordnung der Rostpilze (Pucciniales). Der Pilz ist ein Endoparasit des Süßgrases Stipa gynerioides. Symptome des Befalls durch die Art sind Rostflecken und Pusteln auf den Blattoberflächen der Wirtspflanzen. Sie ist ein Endemit Argentiniens.

## Merkmale

### Makroskopische Merkmale
Puccinia malalhuensis ist mit bloßem Auge nur anhand der auf der Oberfläche des Wirtes hervortretenden Sporenlager zu erkennen. Sie wachsen in Nestern, die als gelbliche bis braune Flecken und Pusteln auf den Blattoberflächen erscheinen.

### Mikroskopische Merkmale
Das Myzel von Puccinia malalhuensis wächst wie bei allen Puccinia-Arten interzellulär und bildet Saugfäden, die in das Speichergewebe des Wirtes wachsen. Aecien oder Spermogonien der Art sind nicht bekannt, gleiches gilt für die Uredien des Pilzes. Ihre hellgelben Uredosporen sind 22–26 × 22–26 µm groß, breitellipsoid bis kugelig und fein stachelwarzig. Die oberseitig wachsenden Telien der Art sind schwarzbraun, kompakt und früh offenliegend. Die haselnussbraunen Teliosporen sind zweizellig, ellipsoid bis eiförmig und 32–40 × 18–22 µm groß. Ihre Stiele sind gelblich bis bräunlich und bis zu 120 µm lang.

## Verbreitung
Das bekannte Verbreitungsgebiet von Puccinia malalhuensis umfasst lediglich Argentinien.

## Ökologie
Die Wirtspflanze von Puccinia malalhuensis ist Stipa gynerioides. Der Pilz ernährt sich von den im Speichergewebe der Pflanzen vorhandenen Nährstoffen, seine Sporenlager brechen später durch die Blattoberfläche und setzen Sporen frei. Die Art verfügt über einen Entwicklungszyklus, von dem bislang lediglich Telien und Uredien sowie deren Wirt bekannt sind; Spermogonien und Aecien konnten dem Pilz nicht zugeordnet werden.